# Matthew Garber
Matthew Garber (Londra, 25 marzo 1956 – Londra, 13 giugno 1977) è stato un attore britannico, attivo come attore bambino tra il 1963 e il 1967, noto soprattutto per aver interpretato il ruolo di Michael Banks nel film della Walt Disney, Mary Poppins (1964).

## Biografia
Matthew Garber nacque a Londra e studiò presso il St Paul's Primary School (Winchmore Hill) e nel Highgate School. Fece il suo debutto sul grande schermo nel 1964, all'età di sette anni, nel film della Disney Le tre vite della gatta Tomasina. In quello stesso anno, lui e la co-star Karen Dotrice furono scelti per interpretare la parte di Michael e Jane, i bambini di George Banks (David Tomlinson), nel film Mary Poppins. Il film vinse cinque premi Oscar e rese famosi i due piccoli protagonisti. Garber e Dotrice fecero un altro film insieme, La gnomo mobile (1967), dove interpretarono i nipoti di un arcigno miliardario che si occupava del settore del legname, interpretato da Walter Brennan.
Garber morì il 13 giugno 1977 nel Royal Free Hospital di Hampstead, Londra, per una pancreatite emorragica alla prematura età di 21 anni, benché la causa della sua morte non sia certa. Le sue spoglie sono tumulate nel cimitero di East Finchley, nel quartiere londinese di Barnet. Il 24 ottobre 2004, in un programma televisivo inglese, Fergus Garber, il fratello minore di Matthew, disse ai reporter che il fratello aveva contratto l'epatite a causa di un pezzo di carne infetta che aveva mangiato in India e che la causa della sua morte non era dovuta a nessuna droga. Nel 2004 venne proclamato Disney Legend, unitamente a Karen Dotrice.

## Filmografia
- Le tre vite della gatta Tomasina (The Three Lives of Thomasina), regia di Don Chaffey (1964)
- Mary Poppins, regia di Robert Stevenson (1964)
- La gnomo mobile (The Gnome-Mobile), regia di Robert Stevenson (1967)

## Doppiatori italiani
Nelle versioni in italiano delle opere in cui ha recitato, Matthew Garber è stato doppiato da:
- Francesca Rinaldi in Le tre vite della gatta Tomasina
- Sandro Acerbo in Mary Poppins
- Alessandro Tiberi in La gnomo mobile

## Premi e riconoscimenti
- Disney Legends (2004)